# Palisota pynaertii
Palisota pynaertii är en himmelsblomsväxtart som beskrevs av De Wild. Palisota pynaertii ingår i släktet Palisota och familjen himmelsblomsväxter.
Artens utbredningsområde är Kongo-Kinshasa. Inga underarter finns listade.

## Bildgalleri

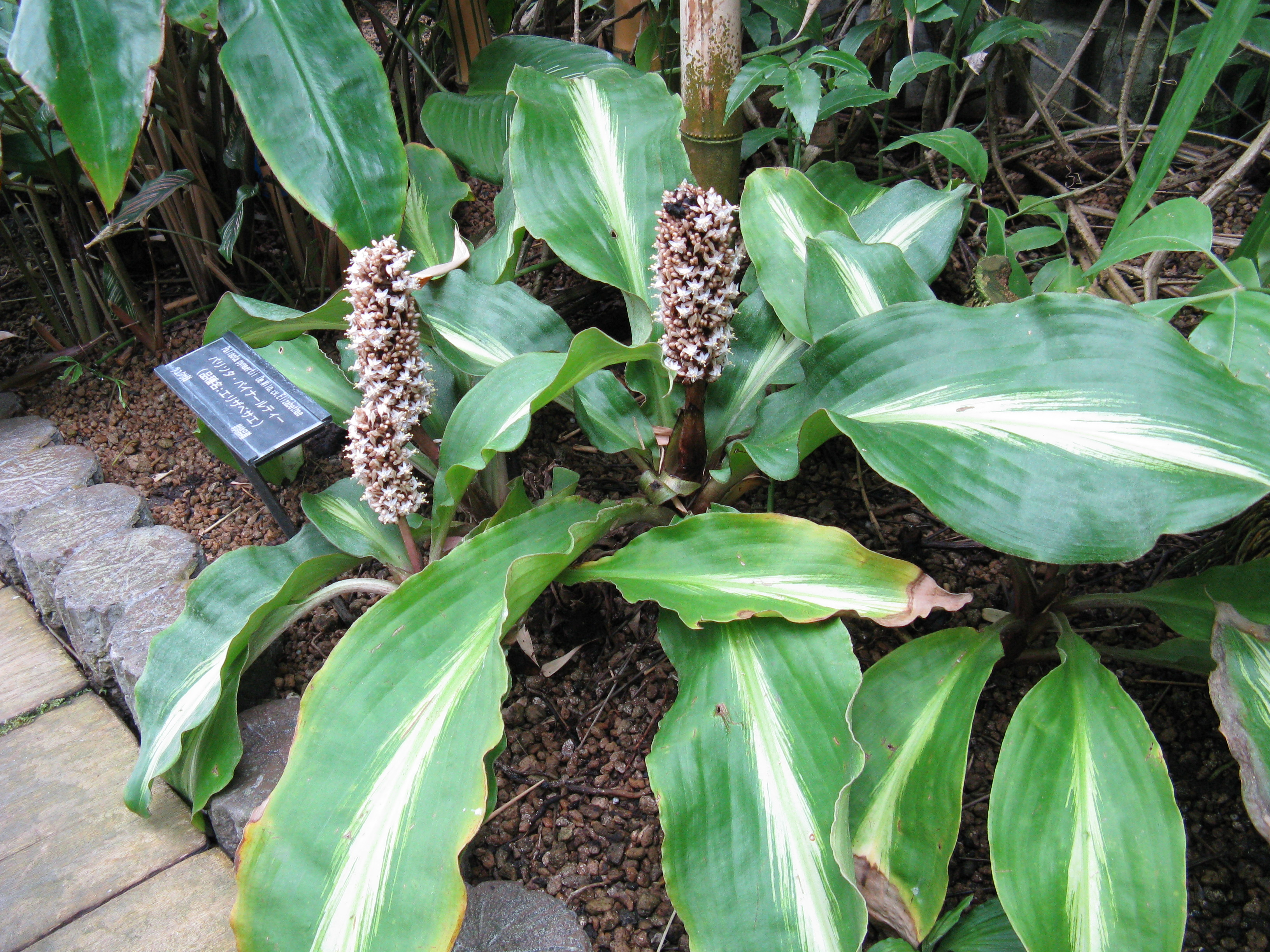
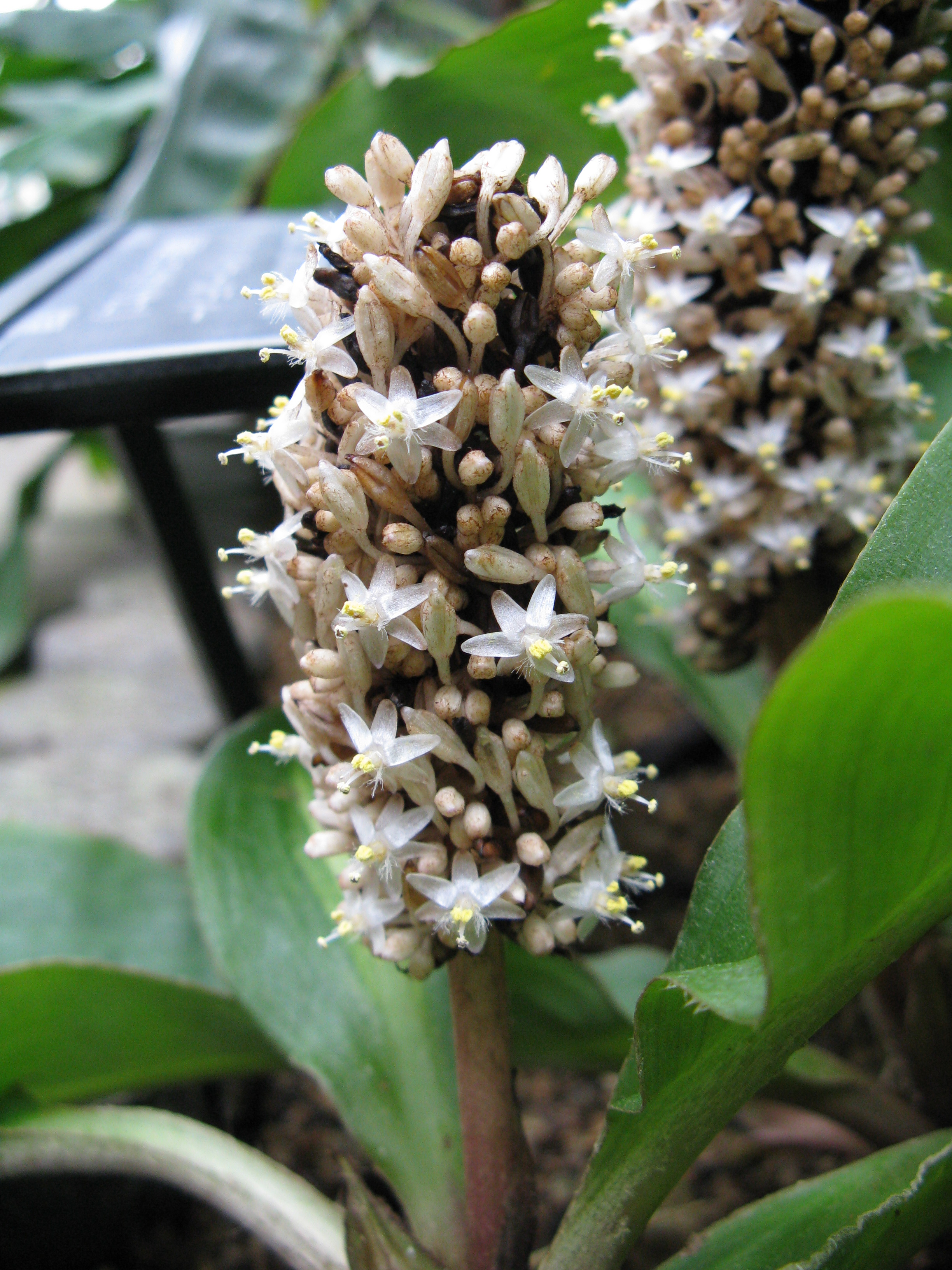
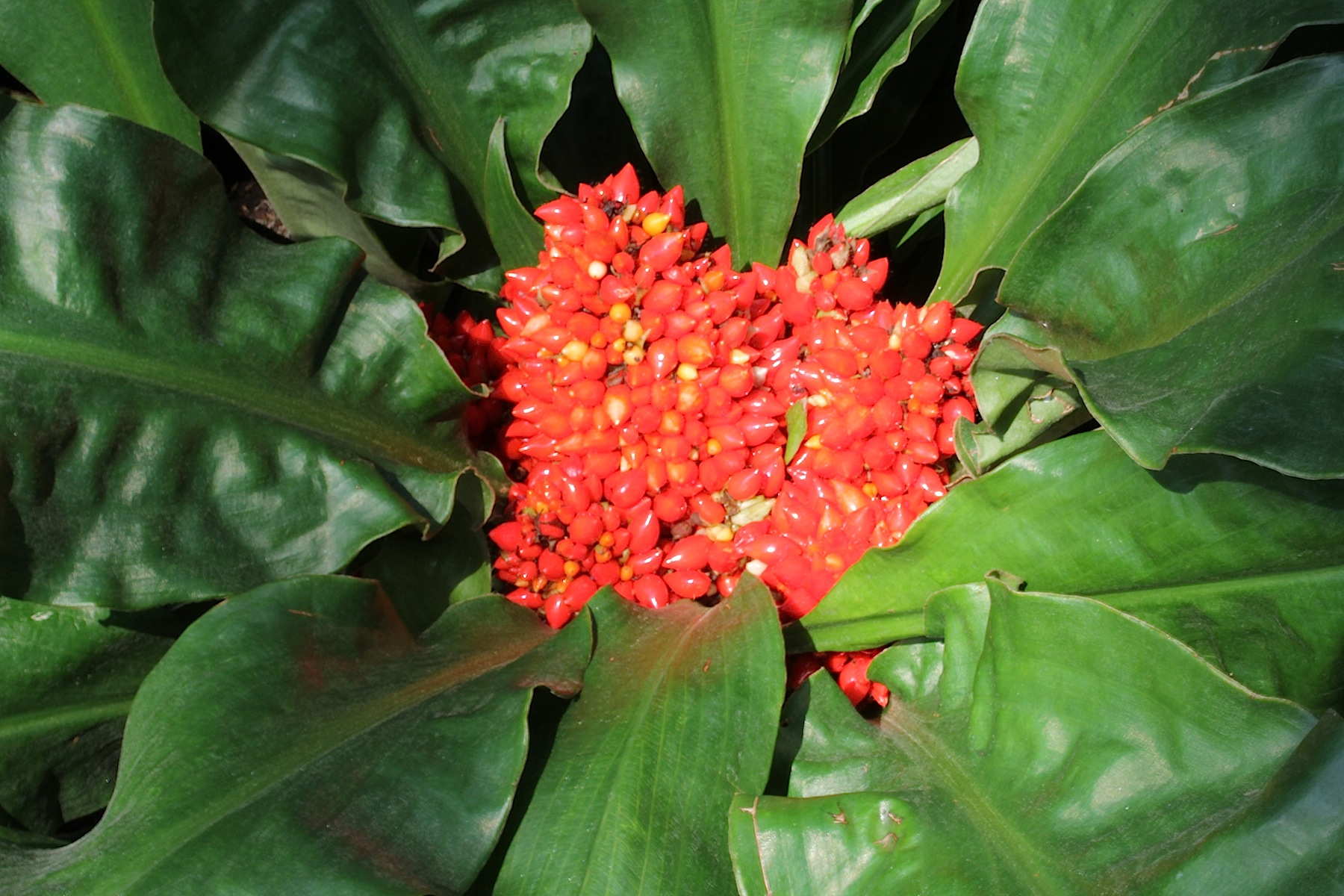
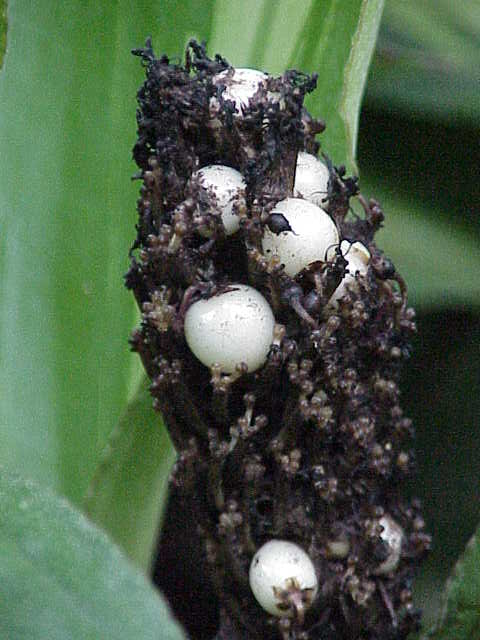
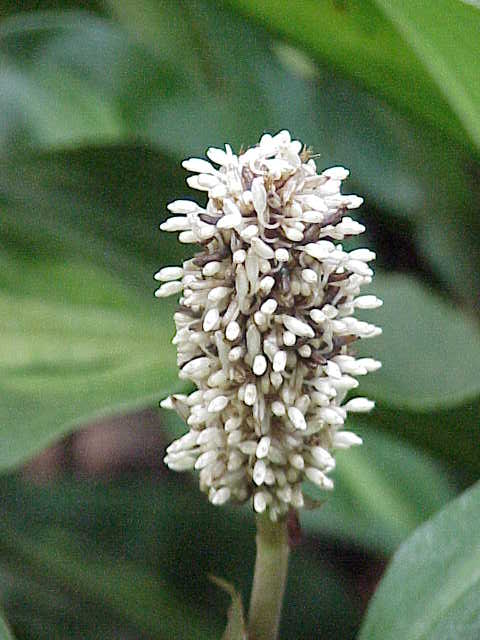
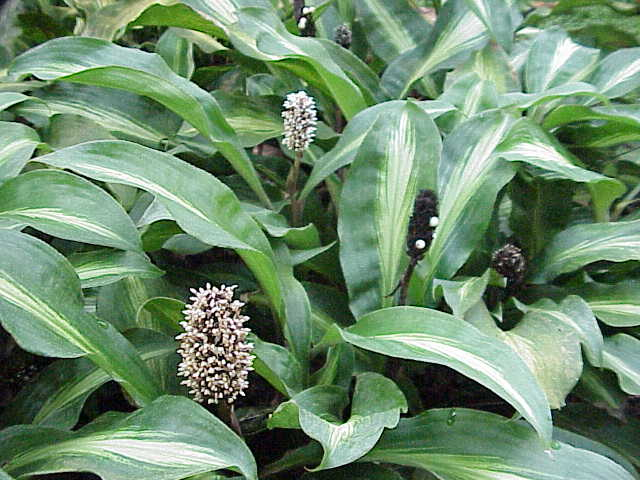